# Hilarocassis
Hilarocassis is een geslacht van kevers uit de familie bladkevers (Chrysomelidae).
De wetenschappelijke naam van het geslacht werd in 1913 gepubliceerd door Spaeth.

## Soorten
- Hilarocassis bordoni Borowiec, 2002
- Hilarocassis exclamationis (Linnaeus, 1767)
- Hilarocassis maculicollis Swietojanska, 2003